# Richard Neudorfer
Richard Neudorfer (* 17. November 1900 in Rüstorf; † 31. Jänner 1977 in Wels) war ein österreichischer Pädagoge, Heimatforscher, Naturschützer und Schriftsteller.

## Leben und Wirken
Richard Neudorfer war zunächst Volksschullehrer, unter anderem in Mitterkirchen im Machland (1934 bis 1938) und wurde 1936 Hauptschuldirektor in Wels.
Er verfasste ab 1926 heimat- und naturkundliche Beiträge und Naturschilderungen u. a. für die Zeitschrift Heimatgaue und veröffentlichte Romane im „deutsch-völkischen“ Sinne. Zum 1. September 1929 trat er der NSDAP bei (Mitgliedsnummer 115.725). Der Leopold Stocker Verlag bewarb ihn 1938 als „Künder der Heimat des Führers“. 1939 wurde er von August Zöhrer zum Kreisschrifttumsbeauftragten für Wels ernannt.
1941 rückte er zur Wehrmacht ein. Nach dem Krieg wurde er wegen illegaler Parteimitgliedschaft (NSDAP), Falschregistrierung und Denunziation zu drei Jahren Kerker verurteilt. Einige seiner Werke wurden 1949 von der Zentralkommission zur Bekämpfung der NS-Literatur verboten bzw. auf die Ablieferungsliste gesetzt, ebenso in der DDR, wo seine Romane Ein Rufer in deutscher Not. Grenzlandroman aus der deutschen Ostmark (Stocker, Leipzig und Graz 1937) und Jürg Engelprecht. Ein deutscher Wehrbauer (Stocker, Leipzig und Graz 1942) auf die Liste der auszusondernden Literatur gesetzt wurden.

## Werke
- Braune Brüche. Klagenfurt 1927.
- Heimat-Büchlein von Ternberg. Verschönerungsverein Ternberg-Trattenbach, 1931.
- Ein Rufer in deutscher Not. Leipzig 1937.
- Unterm Fronjoch. Leipzig 1939.
- Wo die Waldwasser rauschen. Leipzig 1942.
- Volk im Joch. Leipzig 1942.
- Jürg Engelprecht. Graz 1942.
- Das neue Wesen. Graz 1950 (Neuauflage von Unterm Frohjoch).
- Vom Berg zur Au. Graz 1968.
- Erlebte Wildbahn. München 1969.
- Bär und Bisam. Salzburg 1971.

## Sonstige Veröffentlichungen
- Der Greiner Wald. Bausteine zur Heimatkunde. In: Heimatland. Nr. 36 bis 38 und 40, 1930.
- Volkskunst im Greiner Wald'. In: Heimatgaue. Jahrgang 11, S. 239 bis 252, 1930.
- Die Scharschacher von Trattenbach. In: Bilderwoche der Linzer Tages-Post. Nr. 5, 1932.
- Holztrift auf der Großen Naarn. In: Bilderwoche der Linzer Tages-Post. Nr. 15, 1932.
- Die Zeit der rauhen Nächte im Greiner Wald. In: Der Heimatgau. Jahrgang 1, S. 17 bis 25, 1938/1939 (ooegeschichte.at [PDF]).
- Holztrift auf der Großen Naarn. In: Der Heimatgau. Jahrgang 1, S. 142 bis 149, 1938/1939 (ooegeschichte.at [PDF]).
- Obstkunkeln auf der Donau. In: Mühlviertler Nachrichten. Jahrgang 79, Nr. 42, 1968 (Transport der Obsternte des Machlandes 1934 auf Zillen nach Wien).
- Die Scheiter kommen, Holztrift auf der Großen Naarn. In: Mühlviertler Nachrichten. Jahrgang 81, Nr. 18, 1970.
- Rotwild in Oberösterreich. In: Mühlviertler Nachrichten. Jahrgang 81, Nr. 44, 1970.